# Rolf Wanhainen
Rolf Anders Wanhainen, född 9 februari 1972 i Stockholm i Sverige, är en svensk före detta ishockeymålvakt som har bland annat spelat för Djurgårdens IF, Huddinge IK, Nacka HK och Södertälje SK. 
Wanhainen vann brons med Sveriges ishockeylandslag under säsongen 2001/02. Under samma säsong blev han årets rookie i Elitserien. Han slutade med ishockeyn efter säsongen 2006/07 när han spelade för Augsburg Panthers.

## Klubbar
- 1989/90–1991/92: Nacka HK (Division 1) [1]
- 1992/93–1998/99: Huddinge IK (Division 1) [1]
- 1998/99: Djurgårdens IF Elitserien[1]
- 1999/00–2003/04: Södertälje SK (Allsvenskan) [1]
- 2004/05: Djurgårdens IF (Elitserien) [1]
- 2005/06–2006/07: Augsburg Panthers (DEL) [1]